# Epodium Verlag
Der epodium Verlag ist ein geisteswissenschaftlicher Fachverlag. Er wurde im Jahr 2000 vom Inhaber Andreas Backoefer in München gegründet. Der epodium Verlag publiziert Bücher in den Wissensbereichen Theaterwissenschaft, Tanzwissenschaft, Performance, Kunstgeschichte, Kunst, Kulturwissenschaft, Medienwissenschaft, Musikwissenschaft, Literaturwissenschaft, Philosophie und Ästhetik.

## Wissenschaftliche Reihen
- Intervisionen – Texte zu Theater und anderen Künsten (Theaterwissenschaft München)
- Aesthetica Theatralia (Theater- und Musikwissenschaft Bochum)
- derra dance research (Tanzwissenschaft Salzburg)
- Archives in Motion (Tanzarchiv Leipzig)
- off epodium
- edition KulturText

## Wissenschaftliche Zeitschriften
- Tanz & Archiv (Tanzwissenschaft Salzburg)
- de-archiving movement

## Autoren
Unter seinen Autoren finden sich Theaterwissenschaftler wie Christopher Balme, Gabriele Brandstetter und Günther Heeg, Performer wie Tim Etchells und Roy Faudree, Theatermacher wie Christof Nel und Michael Schindhelm, Tanzwissenschaftler, Soziologen, Schauspieler, Kritiker sowie Musik- und Literaturwissenschaftler.

## Kooperationspartner
Bisher hat der epodium Verlag 86 wissenschaftliche Titel publiziert. Kooperationspartner sind u. a.: tanzplan deutschland, Kulturreferat der Stadt München, Französisches Kultusministerium, NORLA, Alexander-von-Humboldt-Stiftung, Andrea von Braun Stiftung, Deutsche Forschungsgemeinschaft.